# Yuhegou
Yuhegou (kinesiska: 玉河沟乡, 玉河沟) är en socken i Kina. Den ligger i provinsen Sichuan, i den sydvästra delen av landet, omkring 220 kilometer sydost om provinshuvudstaden Chengdu.
Genomsnittlig årsnederbörd är 1 465 millimeter. Den regnigaste månaden är juni, med i genomsnitt 315 mm nederbörd, och den torraste är december, med 20 mm nederbörd.